# Rebuff Glacier
Rebuff Glacier är en glaciär i Antarktis. Den ligger i Östantarktis. Nya Zeeland gör anspråk på området. Rebuff Glacier ligger 1 629 meter över havet.
Terrängen runt Rebuff Glacier är varierad, och sluttar brant österut. Trakten är obefolkad. Det finns inga samhällen i närheten. 